# Escolas de samba campeãs da terceira divisão do carnaval do Rio de Janeiro
A lista de escolas de samba campeãs da terceira divisão do carnaval do Rio de Janeiro relaciona as agremiações vencedoras de cada ano dos desfiles da terceira divisão do carnaval carioca. O Desfile das escolas de samba do Rio de Janeiro é a parada carnavalesca que acontece anualmente no período de carnaval. Um determinado número de agremiações disputa o título de campeã do carnaval através de avaliações feitas por jurados divididos em diversos quesitos previamente estipulados pela liga organizadora do evento. A campeã é promovida a desfilar, no ano seguinte, na segunda divisão. Assim como a última colocada do segundo grupo é rebaixada a desfilar na terceira divisão no ano seguinte.
Trinta e três escolas diferentes já conquistaram, uma ou mais vezes, o título de campeã da terceira divisão do carnaval carioca. Mais de cinquenta carnavalescos foram campeões no grupo. Entre os vencedores estão Joãosinho Trinta, Maria Augusta, Viriato Ferreira, Júlio Mattos, Jorge Caribé, Amarildo de Mello, Jaime Cezário, Lane Santana, Paulo Menezes e Jorge Freitas.
O desfile competitivo foi idealizado pelo jornalista pernambucano Mário Filho, irmão do dramaturgo Nelson Rodrigues, através do seu periódico, Mundo Sportivo. O primeiro concurso ocorreu no carnaval de 1932. Devido ao número crescente de escolas escritas para o desfile, foi criada, em 1952, a segunda divisão do carnaval. Apenas em 1960 foi criada a terceira divisão. A nomenclatura dos grupos e as entidades organizadoras dos desfiles também também foram alteradas diversas vezes.
Em suas primeiras décadas, o desfile da terceira divisão foi organizado pela AESB, depois renomeada para AESEG e finalmente, AESCRJ. No primeiro ano, teve nome de "Campeonato do Departamento de Turismo e Certames". No ano seguinte, o campeonato foi chamado de "Desfile Preliminar". A partir de 1962, a terceira divisão passou a se chamar "Grupo 3". Em 1979 foi renomeada para Grupo 2-A; em 1987 voltou a se chamar Grupo 3; e em 1990 foi renomeada para Grupo B. Após discordâncias com o resultado do desfile de 1994, um grupo de agremiações decidiu fundar a LIESGA, que organizou o desfile dos Grupos A e B de 1995. No ano seguinte, o comando da segunda divisão retornou para a AESCRJ. Em 2009 a entidade alterou o nome do grupo para Rio de Janeiro 1, em que durou dois anos. 
Em 2011, com a terceira divisão, agora comandada pel a LESGA, que comandava a segunda divisão do carnaval e nisso voltou a se chamar Grupo B. mas em 2013, o comando voltou para a AESCRJ, que organizou o Grupo até o carnaval de 2014, quando a entidade foi extinta. Em 2015, a terceira divisão foi renomeada para Série B, sendo comandada pela LIERJ. mas no carnaval de 2016, foi fundada a LIESB, que passou a administrar a Série B. entretanto para o carnaval de 2020, a LIESB decidiu que os desfiles seriam divididos em dois dias (segunda e terça-feira) e serem chamados de "Grupo Especial da Intendente Magalhães", porém com a falta de transparência na LIESB, foi criada a LIVRES que causou uma certa incerteza na terceira divisão, mas num encontro com o poder público, foi selado que a LIESB e a gestora dessa divisão e com isso também homologado o "Grupo Especial da Intendente Magalhães". entretanto numa reunião ficou decidido a oficialização da LIVRES, com uma parte de seu desfile na terça-feira de carnaval.
Em 2022, a LIESB mudou de nome passando agora a ser Superliga e passando a mudar novamente a terceira divisão, passando de "Grupo Especial da Intendente Magalhães" para "Série Prata", mantendo e dois dias e com uma novidade, duas campeãs em dias.

## Campeãs por ano
Ao longo dos anos, a terceira divisão do carnaval carioca teve várias nomenclaturas e foi organizada por diversas entidades carnavalescas. Abaixo, a listagem de escolas campeãs e vice-campeãs em cada ano na terceira divisão do carnaval do Rio de Janeiro.
| Legenda:                                     |
| * Sem informação disponível † Escola extinta |

| Campeonato do Departamento de Turismo e Certames / Desfile Preliminar | Campeonato do Departamento de Turismo e Certames / Desfile Preliminar | Campeonato do Departamento de Turismo e Certames / Desfile Preliminar | Campeonato do Departamento de Turismo e Certames / Desfile Preliminar            | Campeonato do Departamento de Turismo e Certames / Desfile Preliminar | Campeonato do Departamento de Turismo e Certames / Desfile Preliminar | Campeonato do Departamento de Turismo e Certames / Desfile Preliminar |
| Ano                                                                   | Escola campeã                                                         | N.º                                                                   | Enredo                                                                           | Carnavalesco(a)                                                       | Escola vice-campeã                                                    | Ref.                                                                  |
| --------------------------------------------------------------------- | --------------------------------------------------------------------- | --------------------------------------------------------------------- | -------------------------------------------------------------------------------- | --------------------------------------------------------------------- | --------------------------------------------------------------------- | --------------------------------------------------------------------- |
| 1960                                                                  | Unidos de Vila Isabel                                                 | 1                                                                     | Poeta dos Escravos                                                               | Gabriel do Nascimento                                                 | União de Vaz Lobo                                                     | [ 8 ] [ 9 ]                                                           |
| 1961                                                                  | Imperatriz Leopoldinense                                              | 1                                                                     | Riquezas e Maravilhas do Brasil                                                  | Amaury Jório                                                          | União da Ilha do Governador                                           | [ 10 ] [ 11 ]                                                         |
| Grupo 3                                                               |                                                                       |                                                                       |                                                                                  |                                                                       |                                                                       |                                                                       |
| Ano                                                                   | Escola campeã                                                         | N.º                                                                   | Enredo                                                                           | Carnavalesco(a)                                                       | Escola vice-campeã                                                    | Ref.                                                                  |
| 1962                                                                  | Independentes do Leblon †                                             | 1                                                                     | As Coisas Belas da Primavera                                                     | *                                                                     | Unidos de Nilópolis †                                                 | [ 12 ] [ 13 ]                                                         |
| 1963                                                                  | Acadêmicos de Santa Cruz                                              | 1                                                                     | Rio de Outras Eras ou Rio Antigo                                                 | Abílio Correia de Souza                                               | Aprendizes da Gávea † e Aprendizes da Boca do Mato †                  | [ 14 ] [ 15 ]                                                         |
| 1964                                                                  | São Clemente                                                          | 1                                                                     | Rio dos Vices Reis                                                               | Ivo da Rocha Gomes                                                    | Unidos da Vila Santa Tereza                                           | [ 16 ] [ 17 ]                                                         |
| 1965                                                                  | Unidos de São Carlos                                                  | 1                                                                     | História do Teatro Municipal                                                     | José Coelho                                                           | Unidos do Jardim †                                                    | [ 18 ] [ 19 ]                                                         |
| 1966                                                                  | Em Cima da Hora                                                       | 1                                                                     | Esplendor de Uma Época: Missão Artística Francesa em 1816 - Debret               | Sebastião Souza de Oliveira                                           | Unidos de Manguinhos                                                  | [ 20 ] [ 21 ]                                                         |
| 1967                                                                  | Unidos do Jacarezinho                                                 | 1                                                                     | Exaltação a Frei Caneca                                                          | Ney Gaspar Gonçalves                                                  | Beija-Flor                                                            | [ 22 ] [ 23 ]                                                         |
| 1968                                                                  | Paraíso do Tuiuti                                                     | 1                                                                     | São Cristóvão, Bairro Imperial                                                   | Júlio Mattos                                                          | União do Centenário †                                                 | [ 24 ] [ 25 ]                                                         |
| 1969                                                                  | Unidos do Cabuçu                                                      | 1                                                                     | Origem do Samba                                                                  | *                                                                     | União de Vaz Lobo                                                     | [ 26 ] [ 27 ]                                                         |
| 1970                                                                  | Cartolinhas de Caxias †                                               | 1                                                                     | Cenas Vivas do Rio de Janeiro na Época de Debret                                 | *                                                                     | União da Ilha do Governador                                           | [ 28 ] [ 29 ]                                                         |
| 1971                                                                  | Caprichosos de Pilares                                                | 1                                                                     | Brasil na Primavera                                                              | *                                                                     | Unidos da Vila Santa Tereza                                           | [ 30 ] [ 31 ]                                                         |
| 1972                                                                  | Império de Campo Grande †                                             | 1                                                                     | Chico Rei                                                                        |                                                                       | Unidos da Ponte                                                       | [ 32 ] [ 33 ]                                                         |
| 1973                                                                  | Acadêmicos de Santa Cruz                                              | 2                                                                     | O Rio de Todos os Tempos                                                         | Wilson Paixão                                                         | Unidos do Cabuçu                                                      | [ 34 ] [ 35 ]                                                         |
| 1974                                                                  | Unidos de Padre Miguel                                                | 1                                                                     | Lampião, Cangaço e Nordeste                                                      | Luiz Caetano                                                          | Foliões de Botafogo †                                                 | [ 36 ] [ 37 ]                                                         |
| 1975                                                                  | Arranco do Engenho de Dentro                                          | 1                                                                     | Ajuim-Obá                                                                        | *                                                                     | Unidos de Nilópolis †                                                 | [ 38 ] [ 39 ]                                                         |
| 1976                                                                  | Arrastão de Cascadura                                                 | 1                                                                     | Boitatá, o Fantástico Ser das Riquezas                                           | Luis Fernandes e Ricardo Aquino                                       | Unidos de Manguinhos                                                  | [ 40 ] [ 41 ]                                                         |
| 1977                                                                  | Acadêmicos do Engenho da Rainha                                       | 1                                                                     | Do Milagre da Miscigenação ao Folguedo do Maracatu                               | Hércules de Lima                                                      | Unidos da Ponte                                                       | [ 42 ] [ 43 ] [ 44 ]                                                  |
| 1978                                                                  | Em Cima da Hora                                                       | 2                                                                     | O Samba É o Embaixador                                                           | Ney Roriz                                                             | Independentes de Cordovil †                                           | [ 45 ] [ 46 ] [ 47 ]                                                  |
| Grupo 2-A                                                             |                                                                       |                                                                       |                                                                                  |                                                                       |                                                                       |                                                                       |
| Ano                                                                   | Escola campeã                                                         | N.º                                                                   | Enredo                                                                           | Carnavalesco(a)                                                       | Escola vice-campeã                                                    | Ref.                                                                  |
| 1979                                                                  | Império da Tijuca                                                     | 1                                                                     | As Três Mulheres do Rei                                                          | Mário Barcelos                                                        | Lins Imperial                                                         | [ 48 ] [ 49 ] [ 50 ]                                                  |
| 1980                                                                  | Acadêmicos de Santa Cruz                                              | 3                                                                     | Um Domingo na Quinta da Boa Vista                                                | José Lima Galvão                                                      | União de Jacarepaguá                                                  | [ 51 ] [ 52 ] [ 53 ]                                                  |
| 1981                                                                  | Unidos da Ponte                                                       | 1                                                                     | As Excelências e Seus Carnavais                                                  | Mário Barcelos                                                        | Em Cima da Hora                                                       | [ 54 ] [ 55 ] [ 56 ]                                                  |
| 1982                                                                  | Unidos do Jacarezinho                                                 | 2                                                                     | Geraldo Pereira, Eterna Glória do Samba                                          | *                                                                     | Paraíso do Tuiuti                                                     | [ 57 ] [ 58 ] [ 59 ]                                                  |
| 1983                                                                  | Acadêmicos do Engenho da Rainha                                       | 2                                                                     | Os Alegres Pregões do Paço Imperial                                              | Edson Silva Mendes                                                    | São Clemente                                                          | [ 60 ] [ 61 ] [ 62 ]                                                  |
| 1984                                                                  | Arranco                                                               | 2                                                                     | As Aves que Aqui Gorjeiam                                                        | Hector Higino                                                         | Independentes de Cordovil                                             | [ 63 ] [ 64 ] [ 65 ]                                                  |
| 1984                                                                  | Unidos de Padre Miguel                                                | 2                                                                     | O Quilombo dos Palmares                                                          | Arlindo Rodrigues                                                     | Independentes de Cordovil                                             | [ 63 ] [ 64 ] [ 65 ]                                                  |
| 1985                                                                  | Independentes de Cordovil †                                           | 2                                                                     | Sangue, Suor e Lágrimas                                                          | Paulo Cesar Cardoso                                                   | União de Jacarepaguá                                                  | [ 66 ] [ 67 ] [ 68 ]                                                  |
| 1986                                                                  | Tradição                                                              | 1                                                                     | Rei Senhor, Rei Zumbi, Rei Nagô                                                  | Viriato Ferreira, Maria Augusta e Paulino Espírito Santo              | Lins Imperial                                                         | [ 69 ] [ 70 ] [ 71 ]                                                  |
| Grupo 3                                                               |                                                                       |                                                                       |                                                                                  |                                                                       |                                                                       |                                                                       |
| Ano                                                                   | Escola campeã                                                         | N.º                                                                   | Enredo                                                                           | Carnavalesco(a)                                                       | Escola vice-campeã                                                    | Ref.                                                                  |
| 1987                                                                  | Paraíso do Tuiuti                                                     | 2                                                                     | Força Viva do Samba, Pagode                                                      | Júlio Mattos                                                          | Tupy de Brás de Pina †                                                | [ 72 ] [ 73 ] [ 74 ]                                                  |
| 1988                                                                  | Arrastão de Cascadura                                                 | 2                                                                     | Festa para Orfeu Negro                                                           | Joãozinho de Deus                                                     | Em Cima da Hora                                                       | [ 75 ] [ 76 ] [ 77 ]                                                  |
| 1989                                                                  | Unidos do Viradouro                                                   | 1                                                                     | Mercadores e Mascates                                                            | Rodney Lucas                                                          | Acadêmicos do Grande Rio                                              | [ 78 ] [ 79 ] [ 80 ]                                                  |
| Grupo B                                                               |                                                                       |                                                                       |                                                                                  |                                                                       |                                                                       |                                                                       |
| Ano                                                                   | Escola campeã                                                         | N.º                                                                   | Enredo                                                                           | Carnavalesco(a)                                                       | Escola vice-campeã                                                    | Ref.                                                                  |
| 1990                                                                  | Leão de Nova Iguaçu                                                   | 1                                                                     | O Leão Falou, Abre o Jogo, Doutor                                                | Lilian Rabello                                                        | Império da Tijuca                                                     | [ 81 ] [ 82 ] [ 83 ]                                                  |
| 1991                                                                  | Acadêmicos da Rocinha                                                 | 1                                                                     | Do Esplendor da Roma Pagã ao Despertar da Rocinha                                | Joãosinho Trinta                                                      | Unidos do Campinho †                                                  | [ 84 ] [ 85 ] [ 86 ]                                                  |
| 1992                                                                  | Arrastão de Cascadura                                                 | 3                                                                     | Carnaval - Ontem, Hoje e Amanhã                                                  | Joãozinho de Deus                                                     | Acadêmicos do Cubango                                                 | [ 87 ] [ 88 ] [ 89 ]                                                  |
| 1993                                                                  | Unidos da Villa Rica                                                  | 1                                                                     | Quem Não Arrisca Não Petisca, Façam o Jogo                                       | Antônio Sérgio Carvalho                                               | Canários das Laranjeiras †                                            | [ 90 ] [ 91 ] [ 92 ]                                                  |
| 1994                                                                  | Difícil É o Nome                                                      | 1                                                                     | Olubajé, a Festa da Libertação                                                   | Paulo Menezes                                                         | Vizinha Faladeira                                                     | [ 93 ] [ 94 ] [ 95 ]                                                  |
| 1995                                                                  | Acadêmicos do Dendê                                                   | 1                                                                     | Essa Água É Fogo                                                                 | Amarildo de Mello                                                     | Acadêmicos de Vigário Geral                                           | [ 96 ] [ 97 ] [ 98 ]                                                  |
| 1996                                                                  | Arranco                                                               | 3                                                                     | Ser Brasil, Ser Brasileiro                                                       | Jorge Freitas                                                         | Acadêmicos do Dendê                                                   | [ 99 ] [ 100 ] [ 101 ]                                                |
| 1997                                                                  | Lins Imperial                                                         | 1                                                                     | Tudo Isso É Brasil                                                               | Eduardo Minucci                                                       | Acadêmicos do Cubango                                                 | [ 102 ] [ 103 ] [ 104 ]                                               |
| 1998                                                                  | Unidos do Jacarezinho                                                 | 3                                                                     | Jacarezinho É... Etnias na Sapucaí                                               | Comissão de Carnaval                                                  | Unidos da Villa Rica                                                  | [ 105 ] [ 106 ] [ 107 ]                                               |
| 1999                                                                  | Acadêmicos da Rocinha                                                 | 2                                                                     | 1999, Fim do Século! Recordar É Viver                                            | Comissão de Carnaval                                                  | Inocentes de Belford Roxo                                             | [ 108 ] [ 109 ] [ 110 ]                                               |
| 2000                                                                  | Leão de Nova Iguaçu                                                   | 2                                                                     | O Leão no Caminho do Ouro                                                        | Jaime Cezário                                                         | Unidos da Ponte                                                       | [ 111 ] [ 112 ] [ 113 ]                                               |
| 2001                                                                  | Acadêmicos da Rocinha                                                 | 3                                                                     | ...E Deus Criou a Mulher...                                                      | Luciano Costa                                                         | União de Jacarepaguá                                                  | [ 114 ] [ 115 ] [ 116 ]                                               |
| 2002                                                                  | Acadêmicos do Cubango                                                 | 1                                                                     | África, o Exuberante Paraíso Negro                                               | Beto Reis                                                             | Inocentes da Baixada                                                  | [ 117 ] [ 118 ] [ 119 ]                                               |
| 2003                                                                  | Lins Imperial                                                         | 2                                                                     | Segura a Marimba! Aroldo Melodia Vem Aí...                                       | Jorge Caribé                                                          | Alegria da Zona Sul                                                   | [ 120 ] [ 121 ] [ 122 ]                                               |
| 2004                                                                  | Vizinha Faladeira                                                     | 1                                                                     | A Bela Adormecida                                                                | Flávio Policarpo                                                      | Renascer de Jacarepaguá                                               | [ 123 ] [ 124 ] [ 125 ]                                               |
| 2005                                                                  | Estácio de Sá                                                         | 2                                                                     | Arte Negra na Legendária Bahia                                                   | Sylvio Cunha                                                          | Arranco                                                               | [ 126 ] [ 127 ] [ 128 ]                                               |
| 2006                                                                  | Império da Tijuca                                                     | 2                                                                     | Tijuca, Cantos, Recantos e Encantos                                              | Sandro Gomes                                                          | Paraíso do Tuiuti                                                     | [ 129 ] [ 130 ] [ 131 ]                                               |
| 2007                                                                  | Lins Imperial                                                         | 3                                                                     | Chico Mendes, o Arauto da Natureza                                               | Eduardo Gonçalves                                                     | Inocentes de Belford Roxo                                             | [ 132 ] [ 133 ] [ 134 ]                                               |
| 2008                                                                  | Inocentes de Belford Roxo                                             | 1                                                                     | Ewe, a Cura Vem da Floresta                                                      | Jorge Caribé                                                          | Paraíso do Tuiuti                                                     | [ 135 ] [ 136 ] [ 137 ]                                               |
| Grupo Rio de Janeiro 1                                                |                                                                       |                                                                       |                                                                                  |                                                                       |                                                                       |                                                                       |
| Ano                                                                   | Escola campeã                                                         | N.º                                                                   | Enredo                                                                           | Carnavalesco(a)                                                       | Escola vice-campeã                                                    | Ref.                                                                  |
| 2009                                                                  | Acadêmicos do Cubango                                                 | 2                                                                     | Afoxé é Cortejo, é Ritual, é Festa. Afoxé é Carnaval                             | Sérgio Silva e Léo Morais                                             | União do Parque Curicica                                              | [ 138 ] [ 139 ] [ 140 ]                                               |
| 2009                                                                  | Unidos de Padre Miguel                                                | 3                                                                     | Vinho, Néctar dos Deuses, a Celebração da Vida                                   | Edward Moraes e Guilherme Alexandre                                   | União do Parque Curicica                                              | [ 138 ] [ 139 ] [ 140 ]                                               |
| 2010                                                                  | Alegria da Zona Sul                                                   | 1                                                                     | No Mundo da Fantasia... Vejo as Cores da Alegria                                 | Lane Santana                                                          | Arranco                                                               | [ 141 ] [ 142 ] [ 143 ]                                               |
| Grupo B                                                               |                                                                       |                                                                       |                                                                                  |                                                                       |                                                                       |                                                                       |
| Ano                                                                   | Escola campeã                                                         | N.º                                                                   | Enredo                                                                           | Carnavalesco(a)                                                       | Escola vice-campeã                                                    | Ref.                                                                  |
| 2011                                                                  | Paraíso do Tuiuti                                                     | 2                                                                     | O Mais Doce Bárbaro - Caetano Veloso                                             | Eduardo Gonçalves                                                     | União do Parque Curicica                                              | [ 144 ] [ 145 ] [ 146 ]                                               |
| 2012                                                                  | Caprichosos de Pilares                                                | 2                                                                     | A Caprichosos Faz o Seu Papel... Levanta, Sacode a Poeira e Dá a Volta Por Cima! | Amauri Santos                                                         | Alegria da Zona Sul                                                   | [ 147 ] [ 148 ] [ 149 ]                                               |
| 2013                                                                  | Em Cima da Hora                                                       | 3                                                                     | Além do Espelho, João Nogueira de Todos os Sambas                                | Marco Antônio Falleiros                                               | Arranco                                                               | [ 150 ] [ 151 ] [ 152 ]                                               |
| 2014                                                                  | Unidos de Bangu                                                       | 1                                                                     | Eternamente Bangu                                                                | Ney Júnior                                                            | Unidos do Cabuçu                                                      | [ 153 ] [ 154 ] [ 155 ]                                               |
| Série B                                                               |                                                                       |                                                                       |                                                                                  |                                                                       |                                                                       |                                                                       |
| Ano                                                                   | Escola campeã                                                         | N.º                                                                   | Enredo                                                                           | Carnavalesco(a)                                                       | Escola vice-campeã                                                    | Ref.                                                                  |
| 2015                                                                  | Acadêmicos da Rocinha                                                 | 4                                                                     | Borboleteando nos Destinos da Vida! O Que Te Desafia Te Transforma...            | Alex Oliveira e Christine Moutinho                                    | Unidos do Jacarezinho                                                 | [ 156 ] [ 157 ] [ 158 ]                                               |
| 2016                                                                  | Acadêmicos do Sossego                                                 | 1                                                                     | O Circo do Menino Passarinho                                                     | Gabriel Haddad e Leonardo Bora                                        | Tradição                                                              | [ 159 ] [ 160 ] [ 161 ]                                               |
| 2017                                                                  | Unidos de Bangu                                                       | 2                                                                     | Onde Há Fumaça, Há Fogo!                                                         | Guilherme Diniz e Rodrigo Marques                                     | Unidos do Cabuçu                                                      | [ 162 ] [ 163 ] [ 164 ]                                               |
| 2018                                                                  | Unidos da Ponte                                                       | 2                                                                     | Romance de Xangô: A Dança do Fogo                                                | Lucas Milato                                                          | União do Parque Curicica                                              | [ 165 ] [ 166 ] [ 167 ]                                               |
| 2019                                                                  | Acadêmicos de Vigário Geral                                           | 1                                                                     | Mwene Kongo - O Reino Europeu na África que Se Tornou Folclore no Brasil         | Alexandre Costa, Marcus Vinícius do Val e Lino Sales                  | União do Parque Curicica                                              | [ 168 ] [ 169 ]                                                       |
| LIESB e LIVRES                                                        |                                                                       |                                                                       |                                                                                  |                                                                       |                                                                       |                                                                       |
| Ano                                                                   | Escola campeã                                                         | N.º                                                                   | Enredo                                                                           | Carnavalesco(a)                                                       | Escola vice-campeã                                                    | Ref.                                                                  |
| 2020                                                                  | Lins Imperial (Especial da Intendente)                                | 4                                                                     | Pinah, a Soberana                                                                | Eduardo Minucci e Raí Menezes                                         | Em Cima da Hora                                                       |                                                                       |
| 2020                                                                  | Tradição (LIVRES)                                                     | 2                                                                     | Mãe Gentil, seus filhos clamam por ti!                                           | Adenil Silva                                                          | Alegria da Zona Sul                                                   |                                                                       |
| 2022                                                                  | União de Jacarepaguá (Série Prata)                                    | 1                                                                     | De ventres africanos, os sonhos por liberdade!                                   | Lucas Lopes                                                           | Arranco                                                               |                                                                       |
| 2022                                                                  | Acadêmicos do Engenho da Rainha (LIVRES)                              | 3*                                                                    | "Punga, Crioula"                                                                 | Leo Jesus                                                             | Vizinha Faladeira                                                     |                                                                       |
| 2023                                                                  | Sereno de Campo Grande (Série Prata)                                  | 1                                                                     | As Três Princesas Turcas No Reino de Pindorama                                   | Thiago Avhis                                                          | União de Maricá                                                       |                                                                       |
| 2023                                                                  | Vizinha Faladeira(LIVRES)                                             | 2                                                                     | Um Passeio na Pequena África - A Herança do meu Rio de Janeiro                   | Jean Rodrigues                                                        | Tradição                                                              |                                                                       |
| 2024                                                                  | Tradição                                                              | 3                                                                     | Trono Negro                                                                      | Leandro Valente                                                       | Botafogo Samba Clube                                                  |                                                                       |
| 2025                                                                  | Unidos do Jacarezinho                                                 | 4                                                                     | Eureka! E fez-se a luz!                                                          | Carlos Eduardo                                                        | Império da Uva                                                        |                                                                       |

## Estatísticas

### Campeonatos por escola
Abaixo, a lista de títulos conquistados por cada escola. Ao todo, 33 escolas diferentes já venceram a Série B divisão do carnaval carioca.

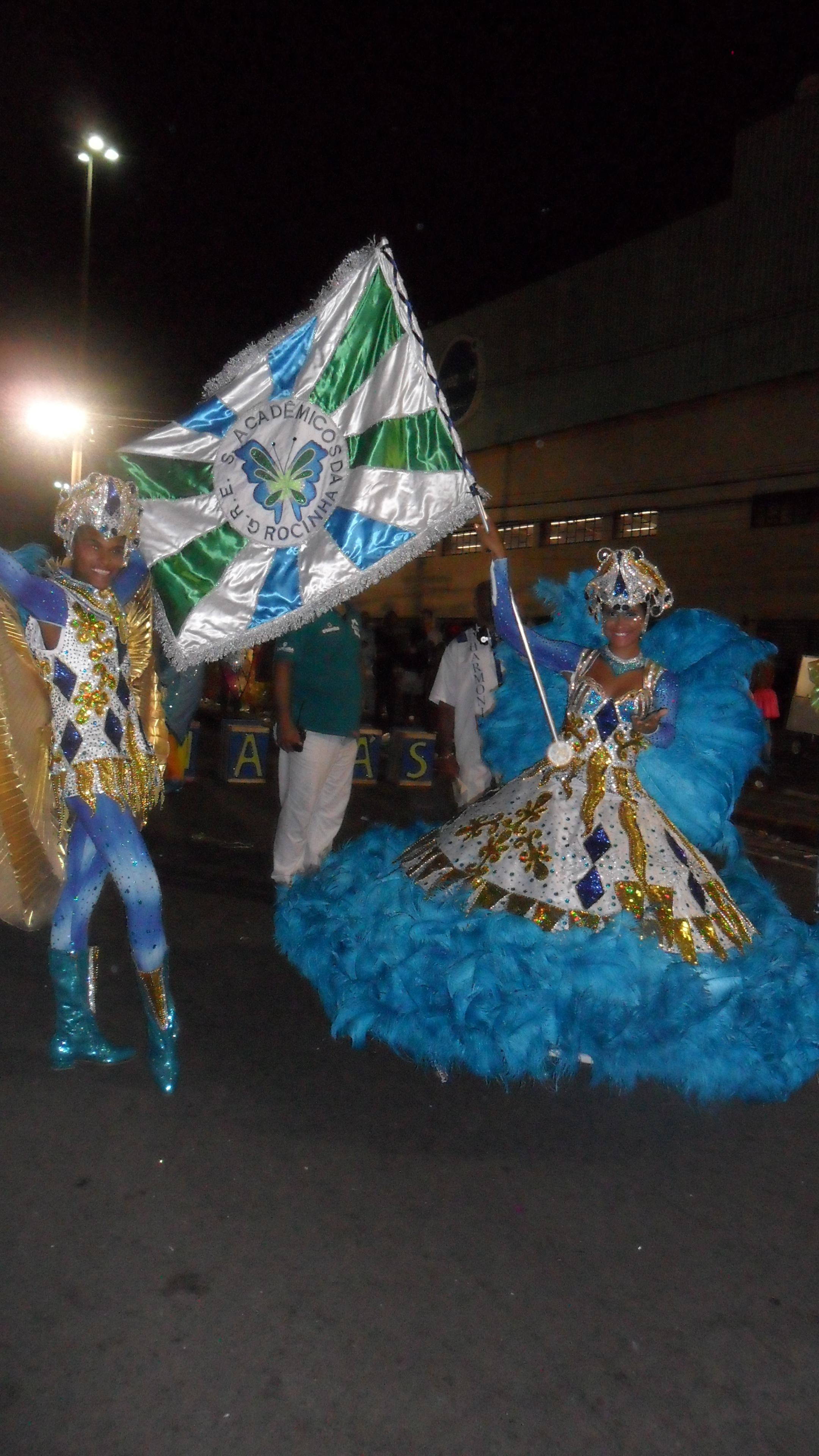
Casal de mestre-sala e porta-bandeira no desfile de 2015 dos Acadêmicos da Rocinha, quando a escola conquistou seu quarto título na terceira divisão do carnaval carioca.

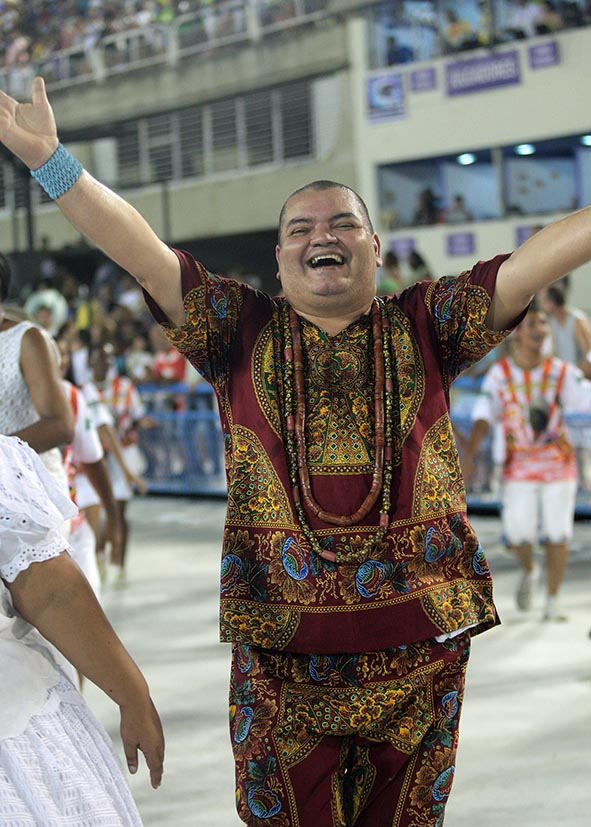
O carnavalesco Jorge Caribé possui dois campeonatos na Série B do carnaval carioca.

| Legenda: † Escola extinta |

| Títulos | Escola de samba                 | Anos                    |
| ------- | ------------------------------- | ----------------------- |
| 4       | Acadêmicos da Rocinha           | 1991, 1999, 2001 e 2015 |
| 4       | Lins Imperial                   | 1997, 2003, 2007 e 2020 |
| 4       | Unidos do Jacarezinho           | 1967, 1982, 1998 e 2025 |
| 3       | Acadêmicos de Santa Cruz        | 1963, 1973 e 1980       |
| 3       | Acadêmicos do Engenho da Rainha | 1977, 1983 e 2022       |
| 3       | Arranco                         | 1975, 1984 e 1996       |
| 3       | Arrastão de Cascadura           | 1976, 1988 e 1992       |
| 3       | Em Cima da Hora                 | 1966, 1978 e 2013       |
| 3       | Paraíso do Tuiuti               | 1968, 1987 e 2011       |
| 3       | Tradição                        | 1986, 2020 e 2024       |
| 3       | Unidos de Padre Miguel          | 1974, 1984 e 2009       |
| 2       | Acadêmicos do Cubango           | 2002 e 2009             |
| 2       | Caprichosos de Pilares          | 1971 e 2012             |
| 2       | Estácio de Sá                   | 1965 e 2005             |
| 2       | Império da Tijuca               | 1979 e 2006             |
| 2       | Independentes de Cordovil †     | 1962 e 1985             |
| 2       | Leão de Nova Iguaçu             | 1990 e 2000             |
| 2       | Unidos da Ponte                 | 1981 e 2018             |
| 2       | Unidos de Bangu                 | 2014 e 2017             |
| 2       | Vizinha Faladeira               | 2004 e 2023             |
| 1       | Acadêmicos de Vigário Geral     | 2019                    |
| 1       | Acadêmicos do Dendê             | 1995                    |
| 1       | Acadêmicos do Sossego           | 2016                    |
| 1       | Alegria da Zona Sul             | 2010                    |
| 1       | Cartolinhas de Caxias †         | 1970                    |
| 1       | Difícil É o Nome                | 1994                    |
| 1       | Imperatriz Leopoldinense        | 1961                    |
| 1       | Império de Campo Grande †       | 1972                    |
| 1       | Inocentes de Belford Roxo       | 2008                    |
| 1       | São Clemente                    | 1964                    |
| 1       | Sereno de Campo Grande          | 2023                    |
| 1       | União de Jacarepaguá            | 2022                    |
| 1       | Unidos da Villa Rica            | 1993                    |
| 1       | Unidos de Vila Isabel           | 1960                    |
| 1       | Unidos do Cabuçu                | 1969                    |
| 1       | Unidos do Viradouro             | 1989                    |

### Vice-campeonatos por escola
Abaixo, a relação de vice-campeonatos que cada escola possui.
| Vices | Escola de samba / (anos) |
| ----- | --- |
| 4     | União do Parque Curicica (2009, 2011, 2018 e 2019) e Arranco (2005, 2010, 2013 e 2022) |
| 3     | Alegria da Zona Sul (2003, 2012, 2020); Em Cima da Hora (1981, 1988, 2020); Inocentes de Belford Roxo (1999, 2002 e 2007); Paraíso do Tuiuti (1982, 2006 e 2008); União de Jacarepaguá (1980, 1985 e 2001); Unidos da Ponte (1972, 1977 e 2000); e Unidos do Cabuçu (1973, 2014 e 2017) |
| 2     | Acadêmicos do Cubango (1992 e 1997); Independentes de Cordovil (1978 e 1984); Lins Imperial (1979 e 1986); Tradição (2016 e 2023); União da Ilha do Governador (1961 e 1970); União de Vaz Lobo (1960 e 1969); Unidos da Vila Santa Tereza (1964 e 1971); Unidos de Manguinhos (1966 e 1976); Unidos de Nilópolis (1962 e 1975) e Vizinha Faladeira (1994 e 2022) |
| 1     | Acadêmicos de Vigário Geral (1995); Acadêmicos do Dendê (1996); Acadêmicos do Grande Rio (1989); Aprendizes da Boca do Mato (1963); Aprendizes da Gávea (1963); Beija-Flor (1967); Botafogo Samba Clube (2024); Canários das Laranjeiras (1993); Império da Tijuca (1990); Império da Uva (2025); Foliões de Botafogo (1974); Renascer de Jacarepaguá (2004); São Clemente (1983); Tupy de Brás de Pina (1987); União de Maricá (2023); União do Centenário (1968); Unidos da Villa Rica (1998); Unidos do Campinho (1991); Unidos do Jacarezinho (2015) e Unidos do Jardim (1965) |

### Vice-campeonatos consecutivos
União do Parque Curicica é a única escola a conquistar dois vice-campeonatos consecutivos na terceira divisão.
| Vices | Escola de samba          | Anos        |
| ----- | ------------------------ | ----------- |
| 2     | União do Parque Curicica | 2018 e 2019 |

### Títulos por carnavalesco(a)
Abaixo, a listagem de títulos conquistados por cada carnavalesco. Mais de cinquenta profissionais já venceram a terceira divisão do carnaval carioca, seja em trabalhos individuais, em dupla ou participando de comissões. 
| Títulos | Carnavalesco / (ano) |
| ------- | --- |
| 2       | Eduardo Gonçalves (2007 e 2011); Joãozinho de Deus (1988 e 1992); Jorge Caribé (2003 e 2008); Júlio Mattos (1968 e 1987); e Mário Barcelos (1979 e 1981) |
| 1       | Abílio Correia de Souza (1963); Adenil Silva (2020); Alex de Oliveira (2015); Alexandre Costa (2019); Amarildo de Mello (1995); Amauri Santos (2012); Amaury Jório (1961); Antônio Sérgio Carvalho (1993); Arlindo Rodrigues (1984); Beto Reis (2002); Carlos Eduardo (2025); Christine Moutinho (2015); Edson Silva Mendes (1983); Eduardo Minucci (2020); Edward Moraes (2009); Flávio Policarpo (2004); Gabriel do Nascimento (1960); Gabriel Haddad (2016); Guilherme Alexandre (2009); Guilherme Diniz (2017); Hector Higino (1984); Hércules de Lima (1977); Ivo da Rocha Gomes (1964); Jaime Cezário (2000); Jean Rodrigues (2023); Joãosinho Trinta (1991); Jorge Freitas (1996); José Coelho (1965); José Lima Galvão (1980); Leandro Valente (2024); Lane Santana (2010); Léo Jesus (2022); Léo Morais (2009); Leonardo Bora (2016); Lilian Rabello (1990); Lino Sales (2019); Lucas Lopes (2022); Lucas Milato (2018); Luciano Costa (2001); Luis Fernandes (1976); Luiz Caetano (1974); Marco Antônio Falleiros (2013); Marcus Vinícius do Val (2019); Maria Augusta (1986); Ney Gaspar Gonçalves (1967); Ney Júnior (2014); Ney Roriz (1978); Paulino Espírito Santo (1986); Paulo Cesar Cardoso (1985); Paulo Menezes (1994); Raí Menezes (2020); Ricardo Aquino (1976); Rodney Lucas (1989); Rodrigo Marques (2017); Sandro Gomes (2006); Sebastião Souza de Oliveira (1966); Sérgio Silva (2009); Sylvio Cunha (2005); Thiago Avhis (2023); Viriato Ferreira (1986); Wilson Paixão (1973) |

#### Carnavalescos(as) campeões em escolas diferentes
Abaixo, a lista de carnavalescos que conquistaram mais de um título em escolas diferentes.
| Carnavalesco      | Quantidade | Escolas em que venceu                     |
| ----------------- | ---------- | ----------------------------------------- |
| Eduardo Gonçalves | 2 escolas  | Lins Imperial e Paraíso do Tuiuti         |
| Jorge Caribé      | 2 escolas  | Lins Imperial e Inocentes de Belford Roxo |
| Mário Barcelos    | 2 escolas  | Império da Tijuca e Unidos da Ponte       |